# Дънглоу
Дънглоу (на английски: Dungloe; на ирландски: An Clochán Liath) е град в северната част на Ирландия, графство Донигал на провинция Ълстър. Разположен е на брега на Атлантически океан. Намира се на около 55 km на северозапад от главния административен център на графството град Лифорд и североирландската граница. Срещу Дънглоу на около 10 km e остров Аранмор. Имал е жп гара от 9 март 1903 г. до 3 юни 1940 г. Известен е с ежегодния музикален фестивал „Мери от Дънглоу“. Населението на града е 1068 жители от преброяването през 2006 г. 